# Atletika na Letních olympijských hrách 1992 – 100 metrů ženy
Běh na 100 metrů žen na Letních olympijských hrách 1992 se uskutečnil ve dnech 31. července a 1. srpna na Olympijském stadionu v Barceloně. Zlatou medaili získala Američanka Gail Deversová, stříbrnou Juliet Cuthbertová z Jamajky a bronzovou Irina Privalovová reprezentující Společenství nezávislých států.

## Výsledky finálového běhu
| *                | jméno              | země                   | čas   |
| ---------------- | ------------------ | ---------------------- | ----- |
| Zlatá medaile    | Gail Deversová     | Spojené státy americké | 10,82 |
| Stříbrná medaile | Juliet Cuthbertová | Jamajka                | 10,83 |
| Bronzová medaile | Irina Privalovová  | Sjednocený tým         | 10,84 |
| 4                | Gwen Torrenceová   | Spojené státy americké | 10,86 |
| 5                | Merlene Otteyová   | Jamajka                | 10,88 |
| 6                | Anelija Nuněvová   | Bulharsko              | 11,10 |
| 7                | Mary Onyali        | Nigérie                | 11,15 |
| 8                | Liliana Allenová   | Kuba                   | 11,19 |